# Galicowa Grapa (skocznia narciarska)
Galicowa Grapa – skocznia narciarska w Poroninie o punkcie konstrukcyjnym K30.
Skocznia została zamknięta w latach osiemdziesiątych. Dziś jest w bardzo złym stanie i wymaga gruntownego remontu. Należy do klubu LKS Poroniec Poronin.
Do wybudowania skoczni doprowadził Franciszek Wagner.

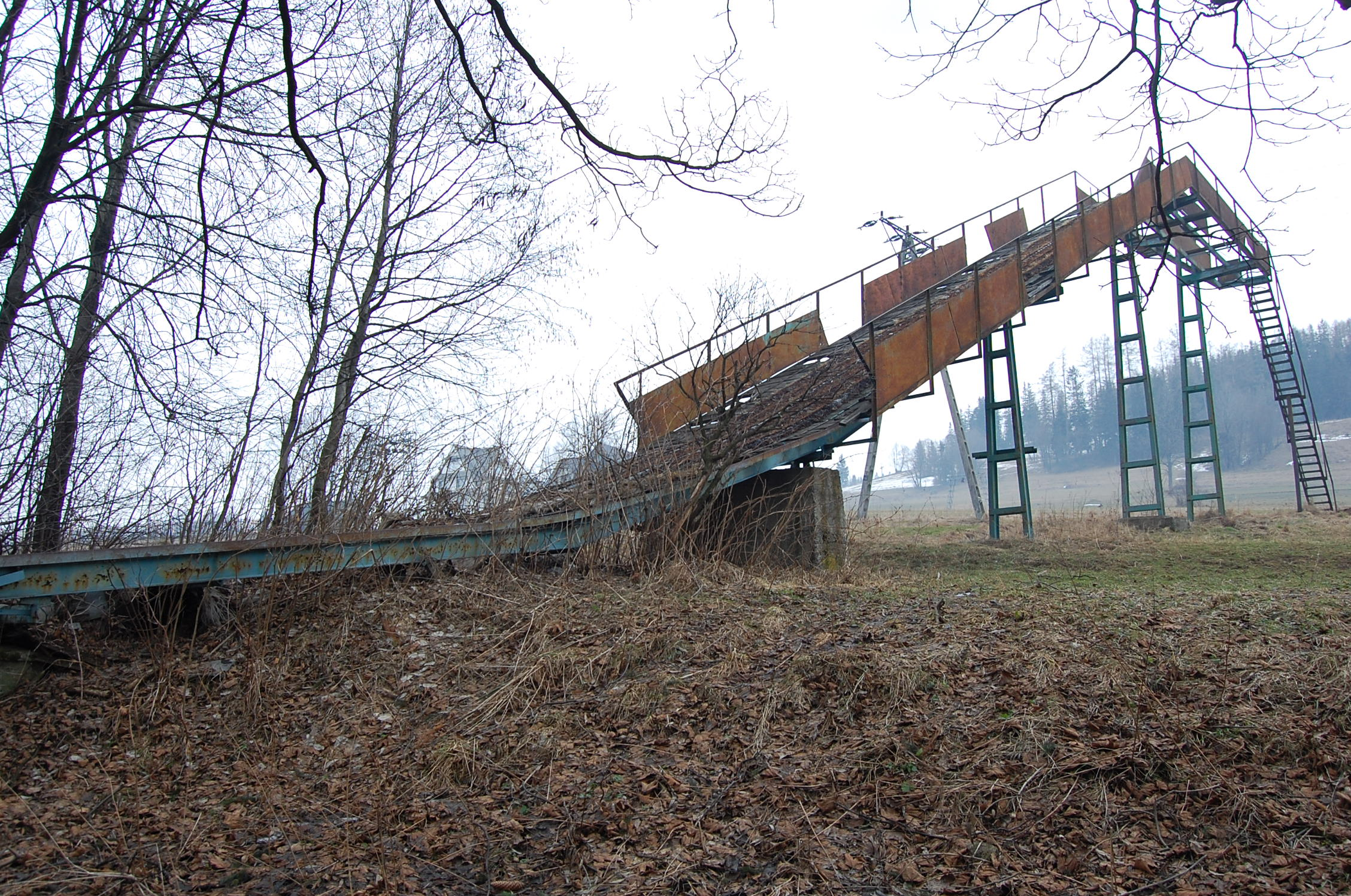
Widok z góry